# 스티브 리틀
스티브 리틀(Steve Little, 1972년 7월 1일 ~ )은 미국의 각본가, 배우, 성우이다.

## 출연 작품
- 이매지너리 오더 (2018년)
- Another Evil (2016)
- 빙 플랫 (2015년)
- 엉클 켄트 2 (2015년)
- 랫 팩 랫 (2014년)
- 배드 캅 (2013년) - 선샤인 역
- 커피 타운 (2012년) - 채드 역
- 이건 아니지 (2012, Wrong) - 로니 역
- 시크릿 마운틴 포트 어썸 (2011년)
- 캐터키즘 캐터클리즘 (2011년)
- 제피 워즈 히어 (2010년)
- 어글리 트루스 (2009년) - 스티브 역
- 르노 911! - 마이애미 (2007년)
- 철없는 그녀의 아찔한 연애코치 (2007년)
- 억셉티드 (2006년)
- 르노 911! (2003년)
- 하트 인 아틀란티스 (2001년)

### 텔레비전
- 이스트바운드 & 다운 (2009-13)
- 핀과 제이크의 어드벤처 타임 (2015) - 목소리
- 악플러는 꺼져주세요 (2016-17, Haters Back Off) - 짐 역